# Motif

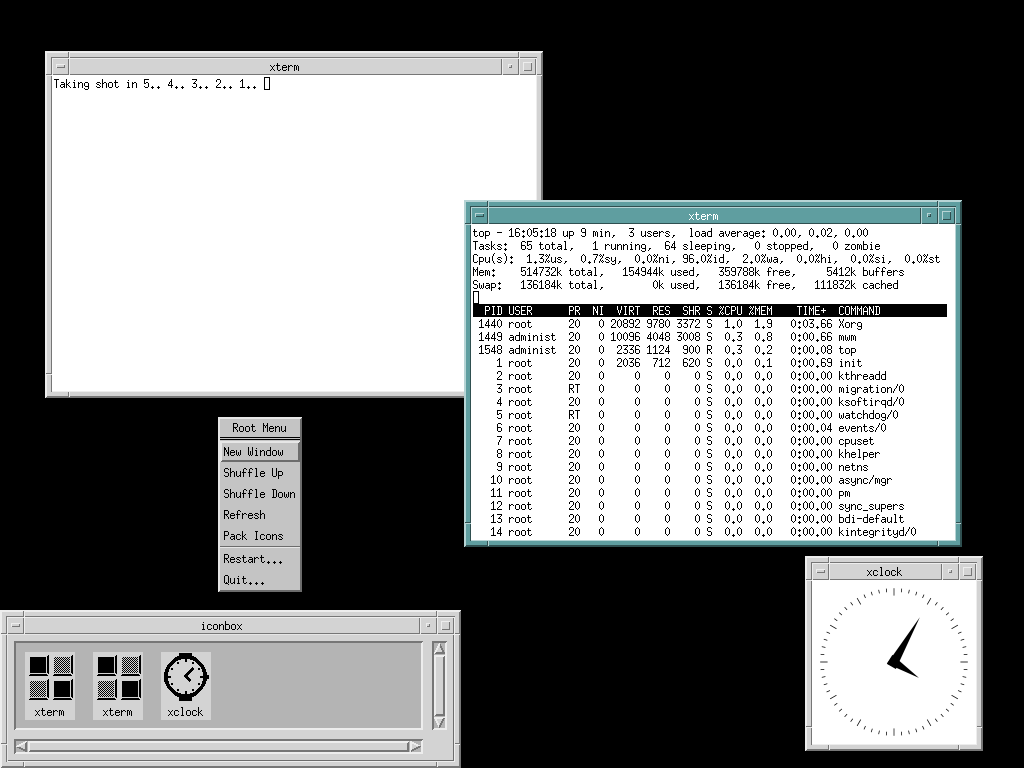

Motif (o MOTIF), in informatica, è un insieme di librerie grafiche che contengono delle primitive che vengono utilizzate per realizzare delle interfacce grafiche su sistemi X Window System, Unix o sistemi POSIX-compliant. Sono state create dal Open Software Foundation (spesso è definito OSF/Motif) che attualmente è confluito nel The Open Group.

## Storia
Venne sviluppata nel 1980 sulle workstation UNIX come competitore delle GUI OpenLook, che furono rapidamente abbandonate da Sun in favore di Motif. È diventato uno standard industriale con il nome di IEEE 1295 (spesso ci si riferisce alle librerie con il nome di Motif API per evitare ambiguità con le interfacce grafiche che utilizzano le librerie). 

## Caratteristiche
Motif distingue tra bottoni, effetti tridimensionali e bottoni in rilievo nelle varie componenti dell'interfaccia grafica. I menu, i pulsanti, i riquadri a scorrimento, i campi a inserimento testuale ecc, vengono trattati in modo separato. Queste librerie sono state spesso considerate come delle alternative all'interfaccia grafica di Windows 3.x per via della rappresentazione pseudo-3D degli oggetti. Il window manager scritto con Motif è MWM.
Sono considerate oramai obsolete rapportate alle librerie GTK+ o Qt (ne è prova il fatto che Sun Microsystems, uno dei maggiori utilizzatori di Motif abbia annunciato la dismissione di Motif in favore di GTK+ e GNOME) e che vengono mantenute oramai per questioni di compatibilità.
Esistono diverse implementazioni delle Motif API. Motif toolkit è la prima implementazione. Esiste anche Open Motif, una implementazione delle primitive Motif rilasciata attraverso una licenza proprietaria shared source che consente la distribuzione libera da Royalty di Open Motif se la piattaforma su cui questo è usato è Open Source. L'uso e la distribuzione di Motif invece richiedono il pagamento di royalty.

## Utilizzo
Le librerie Motif sono utilizzate come componenti fondanti del Common Desktop Environment. Dalla versione 2.1 delle librerie supportano lo standard unicode per permettere la realizzazione di interfacce grafiche multilingua con alfabeti di derivazione non latina. Motif si appoggia, come Xaw alle librerie Xt, un set di primitive fornite dall'X Windows System; che invece vengono tralasciate dalle toolkit più moderne, che sono scritte
direttamente sulle librerie di base chiamate Xlib.
Infine è stato rilasciato LessTif un'implementazione delle API Motif disponibile sotto licenza LGPL